# Друга громадянська війна в Судані
Друга громадянська війна в Судані — конфлікт з 1983 по 2005 роки між центральним урядом Судану та Народно-визвольною армією Судану. З точки зору жителів Південного Судану була війною арабів Судану проти неарабських народів Півдня, що тривала 22 роки (1983—2005) і супроводжувалася актами геноциду, масовими вбивствами та вигнаннями мирного населення. За оцінкою 2001 року, вже до цього часу близько 2 мільйонів людей загинули, а 4 мільйони стали біженцями.Втрати цивільного населення були одними з найвищих після Другої світової війни. Військові дії і вбивства громадян викликали також голод, епідемічні захворювання, що супроводжувалися загибеллю людей.
Війна велася між арабським урядом Судану, що базувався на півночі, й збройним угрупованням НАВС (Народна армія визволення Судану), що представляло жителів півдня — неарабів. Причиною війни була політика ісламізації, розпочата урядом Судану, котрий очолював Джафаром Німейрі з 1983 року. Поштовхом до початку війни стала напруженість у збройних силах країни, викликана відправкою на Північ підрозділів, що складалися з неарабських жителів Півдня.Бойові дії йшли з успіхом. У 2002 році розпочався процес мирного урегулювання, що завершився у 2005 році підписанням Найваської угоди.

## Передумови

### Причини і характер війни
Громадянська війна в Судані часто характеризується як боротьба між центральним урядом та народами на периферії країни. Крім того, конфлікт називають і міжетнічним, оскільки північ країни є арабською, а на півдні проживають переважно нілоти. Також війну можна назвати і міжрелігійною, оскільки північ країни є ісламською, а південь є переважно християнським і язичницьким.
Однією з причин війни стала й боротьба за природні ресурси. У Південному Судані знаходяться значні поклади нафти, який уряд хотів повністю контролювати, а жителі півдня намагалися зберегти контроль над ресурсами за собою. 70 % експорту Судану складав продаж нафти. Крім того, ґрунти у долині Нілу на півдні значно родючіші, ніж на півночі.

### Перед війною
У часи, коли Судан був колонією Британської імперії, південь і північ Судану були адміністративно розділені і майже не мали спільних рис. Однак у 1946 році британці скасували це розділення. Арабська мова стала офіційною по всій території Судану. Утиски негроїдного англомовного населення викликали невдоволення на півдні. Після деколонізації і проголошення незалежності інтереси жителів півдня у суспільно-політичній сфері не враховувалися. Лідируючі позиції в країні зайняла північна арабська еліта, після чого на півдні почалися масові протести.
У 1962 році ситуація в Судані загострилася, ісламський уряд заборонив в'їзд до країни християнським місіонерам і оголосив про закриття християнських шкіл. Це призвело до зіткнень на півдні країни між урядовими військами та невдоволеними жителями півдня. Поступово ці сутички переросли у повномастабну громадянську війну. Перша громадянська війна завершилася у 1972 році підписанням мирної угоди в Аддис-Абебі. Угода передбачала широку релігійну і культурну автономію Півдня.
Внутрішня політика суданського уряду (невдала аграрна політика) призвела до початку широкомасштабних зіткнень по всій території Судану. Громадянська війна між урядом і повстанцями на півдні країни проходила паралельно з іншими конфліктами — Дарфурським конфліктом, зіткненнями на півночі країни і війною між народами дінка і нуер.

## Громадянська війна

### Початок війни

#### Порушення Аддис-Абебської угоди
Положення Аддис-Абебської угоди були включені до Конституції Судану. У підсумку порушення цих положень урядом призвели до початку другої громадянської війни. Президент Судану Джафар Німейрі спробував взяти під свій контроль нафтові родовища на півдні країни. У 1979 році було відкрито поклади нафти у Південному Кордофані і Блакитному Нілі. Доступ до родовищ нафти давав значний економічний зиск тому, хто їх контролював.
Ісламські фундаменталісти на півночі країни були незадоволені положеннями Аддис-Абебської угоди, яка забезпечували релігійну свободу на півдні країни християнам і язичникам. Позиції ісламістів поступово укріплювалися і у 1983 році президент Судану оголосив про те, що Судан стає ісламською республікою і ввів шаріат на всій території країни.

#### Народна армія визволення Судану
Народна армія визволення Судану була заснована у 1983 році групою повстанців для боротьби з урядом Судану з метою відновлення автономії Південного Судану. Група позиціонувала себе захисниками усіх пригноблених громадян Судану і виступала за єдиний Судан. Лідер НАВС Джон Гаранг критикував уряд за внутрішню політику, що вела до розпаду країни.
У вересні 1984 року президент Німейрі оголосив про припинення надзвичайного стану і ліквідацію надзвичайних судів, але згодом опублікував новий судовий акт, який продовжував практику надзвичайних судів. Незважаючи на публічні запевнення Німейрі про те, що права немусульман будуть поважатись, жителі півдня та інші немусульмани поставились до цих заяяв вкрай підозріло.

### 1985—1991
На початку 1985 року в Хартумі відчувалась гостра нестача палива і продовольства, посуха, голод і ескалація конфлікту на півдні країни призвели до тяжкої внутрішньополітичної ситуації в Судані. 6 квітня 1985 року генерал Абдель ар-Рахман Свар ад-Дагаб із групою старших офіцерів скоїв державний переворот. Вони не схвалювали спроб тотальної ісламізації. Конституцію 1983 року було скасовано, правлячу партію Суданський соціалістичний союз розпущено, колишнього президента Німейрі вигнано, однак закони шаріату скасовано не було. Після цього було створено перехідну військову раду, очолювану Свар ад-Дагабом. Після цього було сформовано тимчасовий цивільний уряд, який очолив Аль-Джазулі Даффаллах. У квітні 1986 року у країні пройшли вибори, після яких було сформовано новий уряд очолюваний Садиком аль-Махді з партії «Умма». Урядова коаліція складалася з партії «Умма», Демократичного союзу, Національного ісламського фронту Хасана Турабі. Цю коаліцію було розпущено і змінено кілька разів протягом декількох років. Прем'єр-міністр Садик аль-Махді грав центральну роль у Судані в ті часи.

#### Переговори і ескалація
У травні 1986 року уряд Садика аль-Махді розпочав мирні переговори із Народною армією визволення Судану, яку очолював Джон Гаранг. Протягом року представники Судану і НАВС зустрічалися в Ефіопії і домовились про якнайшвидше скасування законів шаріату і проведення конституційної конференції. У 1988 році НАВС і Демократичний союз домовилися про проект плану мирного врегулювання, що включало в себе скасування воєнних угод із Лівією та Єгиптом, скасування шаріату, надзвичайного стану, встановлення режиму припинення вогню.
Однак через загострення обстановки в країні і важкої економічної ситуації у листопаді 1988 року прем'єр-міністр аль-Махді відмовився схвалити план мирного врегулювання. Після цього Демократичний союз Судану вийшов з уряду, після чого в уряді залишились представники ісламських фундаменталістів.
У лютому 1989 року під тиском армії аль-Махді сформував новий уряд, закликавши членів Демократичного союзу, і прийняв план мирного врегулювання. Конституційну конференцію було призначено на вересень 1989 року.

#### Рада революційного командування національного порятунку
30 червня 1989 року у Судані стався військовий переворот під керівництвом полковника Омара аль-Башира. Після цього було створено «Раду революційного командування національного порятунку», яку очолив аль-Башир. Він також став міністром оборони і головнокомандувачем збройними силами Судану. Омар аль-Башир розпустив уряд, заборонив політичні партії, діяльність профсоюзів та інших «нерелігійних» установ, ліквідував свободу преси. Після цього в Судані знову почалась політика ісламізіції країни.

#### Кримінальний закон 1991 року
У березні 1991 року було опубліковано новий Кримінальний закон, який передбачав покарання за законами шаріату, включаючи ампутації рук. На початку ці заходи майже не використовувались на півдні країни, однак у 1993 році уряд почав заміну немусульманських суддів у південній частині Судану. Крім того, було створено поліцію громадського порядку для контролю за дотриманням норм шаріату, яка спостерігала за правопорядком.

### Розпал війни
Під контролем Народної армії визволення Судану знаходилася частина екваторіальних територій, Бахр-ель-Газаль, Верхній Ніл. Також підрозділи повстанців були активні у південній частині Дарфуру, Кордофану і Блакитного Нілу. Під контролем урядових сил були великі міста на півдні: Джуба, Вау і Малакаль. У жовтні 1989 року після перемир'я бойові дії поновилися. У липні 1992 року урядові війська у ході масштабного наступу взяли під контроль південну частину Судану і захопили штаб-квартиру НАВС у Торіті. Під приводом боротьби з повстанцями суданський уряд розмістив значні армійські і поліцейські сили в південних районах країни. Однак часто ці сили скоювали напади на села з метою захоплення рабів і худоби. У ході бойових дій, за різними оцінками, близько 200 000 південносуданських жінок та дітей було захоплено і звернуто в рабство суданськими збройними силами та іррегулярними проурядовими угрупованнями (Народна армія оборони).

#### Розбіжності у НАВС
У серпні 1991 року у НАВС розпочався внутрішній розбрат і боротьба за владу. Частина повстанців відділилася від армії визволення Судану. Лідера НАВС намагалися скинути з посту керівника. Все це призвело до появи у вересні 1992 року другої фракції повстанців (очолювану Вільямом Бані), а у лютому 1993 року третьої (очолювану Керубіно Болі). 5 квітня 1993 року в Найробі (Кенія) лідери фракції, що відокремилися заявили про створення коаліції.

#### На шляху до мирного врегулювання
У 1990-1991 роках Судан підтримував режим Саддама Хусейна у війні в Перській затоці. Це змінило ставлення США до офіційного Хартума. Адміністрація Білла Клінтона заборонила американські інвестиції в країну і включила Судан до списку країн-вигнанців. Із 1993 року лідери Еритреї, Ефіопії, Уганди та Кенії проводили конференції для спроб мирного врегулювання у Судані під егідою Міжурядової організації розвитку. 1994 року було розроблено декларацію, яка була напрямлена на виявлення факторів необхідних для досягнення справедливого та всеосяжного мирного врегулювання та реалізації права на самовизначення Півдня. Після 1997 року уряд Судану був вимушений підписати дану декларацію.
У 1995 році опозиція на півночі країни об'єдналася з політичними силами на півдні і створили коаліцію опозиційних партій під назвою «Національний демократичний альянс». До нього увійшли НАВС, Демократичний союз Судану, партія «Умма» та низка дрібних партій етнічних груп півночі. Того ж року Ефіопія, Еритрея та Уганда посилили свою військову допомогу повстанцям. Все це призвело до того, що 1997 року уряд Судану був вимушений підписати з низкою повстанських груп очолюваних генералом Ріеком Мачарою Хартумську угоду. За її умовами на території Південного Судану створювалася «Армія оборони Південного Судану», до якої увійшли колишні повстанці. Вони виконували роль правоохоронних органів у Південному Судані, охороняючи гарнізони суданської армії і нафтові родовища від можливих нападів непримиренних заколотників. Багато лідерів повстанців почали співробітництво з Хартумом, увійшли до складу спільних органів влади а також проводили спільні бойові операції із солдатами півночі.
Уряд Судану був вимушений підписати декларацію про культурну автономію Півдня і про його право на самовизначення. У 1999 році президент Омар аль-Башир запропонував НАВС культурну автономію у складі Судану, однак Джон Гаранг відкинув цю пропозицію і бойові дії продовжилися.

### Мирна угода

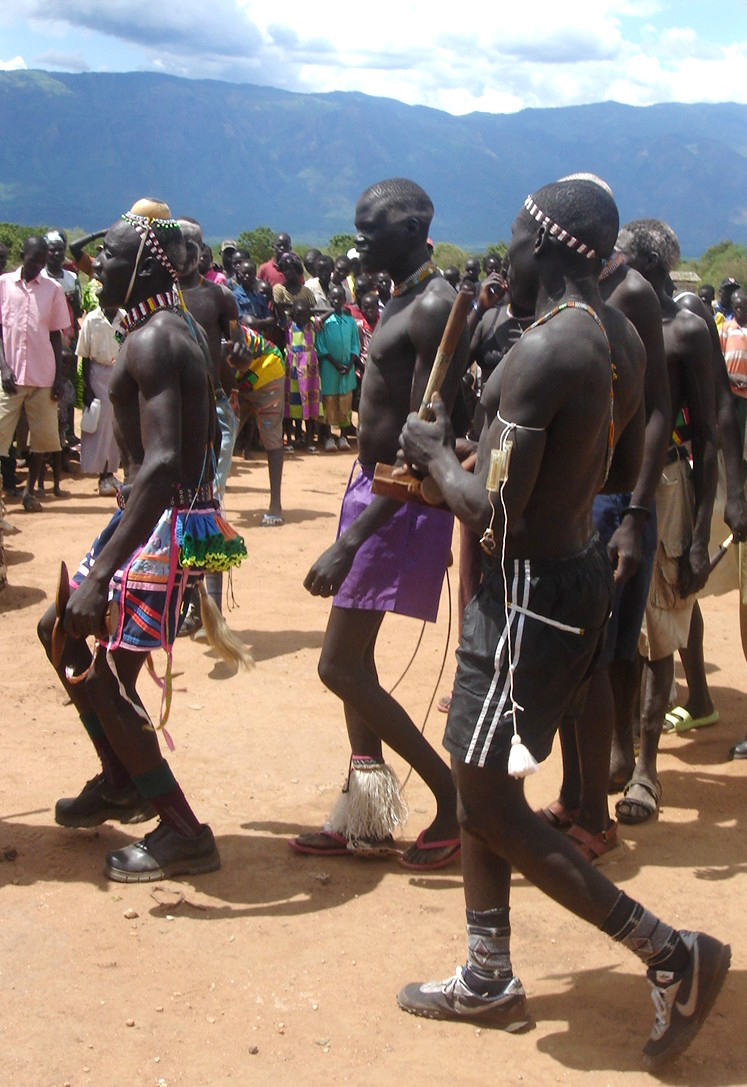
Танцюристи в Капоеті святкують підписання Найваської угоди

У період з 2002 по 2004 роки між представниками НАВС і урядом Судану велися перемовини про припинення вогню, хоча збройні сутички між повстанцями та урядовими військами продовжувалися. У підсумку після тривалих переговорів 9 січня 2005 року в Найробі віце-президентом Судану Алі Османом Махаммад Тахою та лідером НАВС Джоном Гарангом було підписано мирну угоду.
Мирну угоду визначив перехідний період про статус Південного Судану, негайне припинення вогню, встановив демобілізацію, чисельність збройних формувань, розподіл доходів від продажу нафти та інші аспекти життя країни. Згідно угоди, півдню країни надавалася автономія на 6 років, після чого мав пройти референдум про незалежність Південного Судану. Доходи від продажу нафти розподілялися між суданською владою та владою півдня порівну, ісламський шаріат на півдні не діяв.
Джон Гаранг ставав лідером автономного півдня, а також одним з двох віце-президентів Судану.